# Club Marino de Luanco
El Club Marino de Luanco és un club de futbol en la localitat Luanco, Astúries. En la seva història recent ha oscil·lat entre la tercera i la quarta categoria del futbol espanyol, militant actualment en la Segona Federació.
Els seus millors anys foren al principi de segle XXI, especialment en la temporada 2000/2001 on van guanyar la Copa Federació Espanyola i en la temporada posterior assolir la segona ronda de la Copa del Rei, sent el darrer partit contra el Deportivo de la Coruña molt recordat per l'afició.
En les seves vitrines també hi podem comptar 7 Copes Federació autonòmica asturianes (2000, 2004, 2006, 2009, 2013 y 2015) sent-ne el màxim vencedor i 3 cops campió del seu grup de la extinta Tercera Divisió.

## Instal·lacions
El Marino va ser fundat l'any 1931 per un grup de pescadors afeccionats al futbol. L'any 1953 van inaugurar el seu camp actual, Miramar, propietat de l'ajuntament de Gozón. Tot i que van jugar també a la platja de la Ribera (1931-1933) al camp de La Garcivil (1933-1935) i al camp de Valdés (1935-1953) inicialment.
Les seves instal·lacions esprtives i d'entrenament es troben a escassos metres del camp, en el complex esportiu de Balbín, compartit amb l'equip del poble veí de Gozón.

## Dades del club
- Temporades a Primera Divisió: 0.
- Temporades a Segona Divisió: 0.
- Temporades a Segona Divisió B/Segona Federació: 20.
- Temporades a Tercera Divisió: 29.
- Temporades a Futbol Regional: 39
- Major golejada a favor: Marino 7 - Langreo 0 (91-92).
- Major golejada en contra : El Entrego 8 - Marino 1 (57-58).
- Millor posició a la lliga: 5è (Segona Divisió B temporada 01-02)
- Pitjor posició a la lliga: 15è (Tercera Divisió temporada 60-61)

## Palmarès
- Tercera Divisió-Grup 2 (3): 1998-1999, 2000-2001, 2010-2011
- Copa Federació asturiana (5): 2000-2001, 2004-2005, 2006-2007, 2008-2009, 2013-2014, 2015, 2023.
- Copa Federació de futbol (1): 2000-2001

## Rivalitats
El club Marino manté una rivalitat amb l'equip de la vila veïna, el Candás Club de Futbol, ja que s'han anat creuant amb regularitat en diferents categories encara que des del 2011 ja no es troben degut a que el Marino sol estar en una categoria superior. Aquest fet fa que darrerament es consider com a rival l'equip de la ciutat més propera, el Real Avilés.